# Clase Gearing
La clase Gearing de destructores fue desarrollada hacia el final de la Segunda Guerra Mundial, cuando la Armada de Estados Unidos requirió mayor alcance (más combustible) y capacidad antiaérea para sus destructores clase Allen M. Sumner. Para ello se le agregaron 14 ft (4 m) de largo en la sección central. El primer destructor clase Sumner modificado fue el USS Gearing (DD-710). 
Hacia finales de los 1950s la mayoría de los destructores clase Gearing fueron completamente revisados y modernizados, por lo que pasaron a ser conocidos como FRAM (por Fleet Rehabilitation and Modernization - Rehabilitación y modernización de la flota), con lo cual pasaron de ser plataformas antiaéreas a antisubmarinas para enfrentar a los numerosos submarinos con que contaba la Flota de la Unión de Repúblicas Socialistas Soviéticas. La modificación FRAM incluía el desarmado completo de cada buque, para su posterior reconstrucción, incluyendo nuevos motores, una Central de Información de Combate (CIC) mucho más amplia, un nuevo sonar y un nuevo y completo sistema de radar. Se le colocaron una batería ASROC de 8 rondas, donde se encontraba anteriormente los tubos de torpedos de 21". Se desmontó un cañón de popa de 3"/50 para utilizar dicho espacio con una plataforma para helicópteros embarcados. Se le agregaron dos lanzadores triples de torpedos de 18" MK.44.

## Exportaciones

### España
Cinco de estos buques, fueron cedidos a la Armada Española en el contexto de los acuerdos hispano estadounidenses, y fueron conocidos en España como Clase Churruca, y apodados como los "ciegos de la once", al quedar encuadrados en la 11.ª Escuadrilla de escoltas, y debido al bajo nivel de sus sensores.

## Buques de la clase
| Unidad                     | Numeral | Constructor | Iniciado | Botado | Entregado | Baja | Destino                                                                      |
| -------------------------- | ------- | ----------- | -------- | ------ | --------- | ---- | ---------------------------------------------------------------------------- |
| USS Gearing                | DD-710  |             |          |        |           |      | Desguazado                                                                   |
| USS Eugene A. Greene       | DD-711  |             |          |        |           |      | Transferido a España (Churruca; 1962-89). Hundido como blanco naval en 1991. |
| USS Gyatt                  | DD-712  |             |          |        |           |      |                                                                              |
| USS Kenneth D. Bailey      | DD-713  |             |          |        |           |      |                                                                              |
| USS William R. Rush        | DD-714  |             |          |        |           |      |                                                                              |
| USS William M. Wood        | DD-715  |             |          |        |           |      |                                                                              |
| USS Wiltsie                | DD-716  |             |          |        |           |      |                                                                              |
| USS Theodore E. Chandler   | DD-717  |             |          |        |           |      |                                                                              |
| USS Hamner                 | DD-718  |             |          |        |           |      |                                                                              |
| USS Epperson               | DD-719  |             |          |        |           |      |                                                                              |
| USS Frank Knox             | DD-742  |             |          |        |           |      |                                                                              |
| USS Southerland            | DD-743  |             |          |        |           |      |                                                                              |
| USS William C. Lawe        | DD-763  |             |          |        |           |      |                                                                              |
| USS Lloyd Thomas           | DD-764  |             |          |        |           |      |                                                                              |
| USS Keppler                | DD-765  |             |          |        |           |      |                                                                              |
| USS Lansdale               | DD-766  |             |          |        |           |      |                                                                              |
| USS Seymour D. Owens       | DD-767  |             |          |        |           |      |                                                                              |
| USS Rowan                  | DD-782  |             |          |        |           |      |                                                                              |
| USS Gurke                  | DD-783  |             |          |        |           |      |                                                                              |
| USS McKean                 | DD-784  |             |          |        |           |      |                                                                              |
| USS Henderson              | DD-785  |             |          |        |           |      |                                                                              |
| USS Richard B. Anderson    | DD-786  |             |          |        |           |      |                                                                              |
| USS James E. Kyes          | DD-787  |             |          |        |           |      |                                                                              |
| USS Hollister              | DD-788  |             |          |        |           |      |                                                                              |
| USS Eversole               | DD-789  |             |          |        |           |      |                                                                              |
| USS Shelton                | DD-790  |             |          |        |           |      |                                                                              |
| USS Seaman                 | DD-791  |             |          |        |           |      |                                                                              |
| USS Chevalier              | DD-805  |             |          |        |           |      |                                                                              |
| USS Higbee                 | DD-806  |             |          |        |           |      |                                                                              |
| USS Benner                 | DD-807  |             |          |        |           |      |                                                                              |
| USS Dennis J. Buckley      | DD-808  |             |          |        |           |      |                                                                              |
| USS Corry                  | DD-817  |             |          |        |           |      |                                                                              |
| USS New                    | DD-818  |             |          |        |           |      |                                                                              |
| USS Holder                 | DD-819  |             |          |        |           |      | Transferido a Ecuador (BAE Presidente Alfaro; 1980)                          |
| USS Rich                   | DD-820  |             |          |        |           |      |                                                                              |
| USS Johnston               | DD-821  |             |          |        |           |      |                                                                              |
| USS Robert H. McCard       | DD-822  |             |          |        |           |      |                                                                              |
| USS Samuel B. Roberts      | DD-823  |             |          |        |           |      |                                                                              |
| USS Basilone               | DD-824  |             |          |        |           |      |                                                                              |
| USS Carpenter              | DD-825  |             |          |        |           |      |                                                                              |
| USS Agerholm               | DD-826  |             |          |        |           |      |                                                                              |
| USS Robert A. Owens        | DD-827  |             |          |        |           |      |                                                                              |
| USS Timmerman              | DD-828  |             |          |        |           |      |                                                                              |
| USS Myles C. Fox           | DD-829  |             |          |        |           |      |                                                                              |
| USS Everett F. Larson      | DD-830  |             |          |        |           |      |                                                                              |
| USS Goodrich               | DD-831  |             |          |        |           |      |                                                                              |
| USS Hanson                 | DD-832  |             |          |        |           |      |                                                                              |
| USS Herbert J. Thomas      | DD-833  |             |          |        |           |      |                                                                              |
| USS Turner                 | DD-834  |             |          |        |           |      |                                                                              |
| USS Charles P. Cecil       | DD-835  |             |          |        |           |      |                                                                              |
| USS George K. MacKenzie    | DD-836  |             |          |        |           |      |                                                                              |
| USS Sarsfield              | DD-837  |             |          |        |           |      |                                                                              |
| USS Ernest G. Small        | DD-838  |             |          |        |           |      |                                                                              |
| USS Power                  | DD-839  |             |          |        |           |      |                                                                              |
| USS Glennon                | DD-840  |             |          |        |           |      |                                                                              |
| USS Noa                    | DD-841  |             |          |        |           |      | Transferido a España (Blas de Lezo; 1962-91)                                 |
| USS Fiske                  | DD-842  |             |          |        |           |      |                                                                              |
| USS Warrington             | DD-843  |             |          |        |           |      |                                                                              |
| USS Perry                  | DD-844  |             |          |        |           |      |                                                                              |
| USS Bausell                | DD-845  |             |          |        |           |      |                                                                              |
| USS Ozbourn                | DD-846  |             |          |        |           |      |                                                                              |
| USS Robert L. Wilson       | DD-847  |             |          |        |           |      |                                                                              |
| USS Witek                  | DD-848  |             |          |        |           |      |                                                                              |
| USS Richard E. Kraus       | DD-849  |             |          |        |           |      |                                                                              |
| USS Joseph P. Kennedy, Jr. | DD-850  |             |          |        |           |      |                                                                              |
| USS Rupertus               | DD-851  |             |          |        |           |      |                                                                              |
| USS Leonard F. Mason       | DD-852  |             |          |        |           |      |                                                                              |
| USS Charles H. Roan        | DD-853  |             |          |        |           |      |                                                                              |
| USS Fred T. Berry          | DD-858  |             |          |        |           |      |                                                                              |
| USS Norris                 | DD-859  |             |          |        |           |      |                                                                              |
| USS McCaffery              | DD-860  |             |          |        |           |      |                                                                              |
| USS Harwood                | DD-861  |             |          |        |           |      | Transferido a Turquía (Kocatepe). Hundido en acción.                         |
| USS Vogelgesang            | DD-862  |             |          |        |           |      | Transferido a México (ARM Quetzalcoatl; 2002)                                |
| USS Steinaker              | DD-863  |             |          |        |           |      | Transferido a México (ARM Netzahualcóyotl)                                   |
| USS Harold J. Ellison      | DD-864  |             |          |        |           |      |                                                                              |
| USS Charles R. Ware        | DD-865  |             |          |        |           |      |                                                                              |
| USS Cone                   | DD-866  |             |          |        |           |      |                                                                              |
| USS Stribling              | DD-867  |             |          |        |           |      |                                                                              |
| USS Brownson               | DD-868  |             |          |        |           |      |                                                                              |
| USS Arnold J. Isbell       | DD-869  |             |          |        |           |      |                                                                              |
| USS Fechteler              | DD-870  |             |          |        |           |      |                                                                              |
| USS Damato                 | DD-871  |             |          |        |           |      |                                                                              |
| USS Forrest Royal          | DD-872  |             |          |        |           |      |                                                                              |
| USS Hawkins                | DD-873  |             |          |        |           |      |                                                                              |
| USS Duncan                 | DD-874  |             |          |        |           |      |                                                                              |
| USS Henry W. Tucker        | DD-875  |             |          |        |           |      |                                                                              |
| USS Rogers                 | DD-876  |             |          |        |           |      |                                                                              |
| USS Perkins                | DD-877  |             |          |        |           |      | Transferido a Argentina (ARA Py)                                             |
| USS Vesole                 | DD-878  |             |          |        |           |      |                                                                              |
| USS Leary                  | DD-879  |             |          |        |           |      | Transferido a España (Lángara). Retirado/desguazado en 1992.                 |
| USS Dyess                  | DD-880  |             |          |        |           |      |                                                                              |
| USS Bordelon               | DD-881  |             |          |        |           |      |                                                                              |
| USS Furse                  | DD-882  |             |          |        |           |      | Transferido a España (Gravina). Retirado/desguazado en 1991.                 |
| USS Newman K. Perry        | DD-883  |             |          |        |           |      |                                                                              |
| USS Floyd B. Parks         | DD-884  |             |          |        |           |      |                                                                              |
| USS John R. Craig          | DD-885  |             |          |        |           |      |                                                                              |
| USS Orleck                 | DD-886  |             |          |        |           |      |                                                                              |
| USS Brinkley Bass          | DD-887  |             |          |        |           |      |                                                                              |
| USS Stickell               | DD-888  |             |          |        |           |      |                                                                              |
| USS O'Hare                 | DD-889  |             |          |        |           |      | Transferido a España (Méndez Núñez). Retirado/desguazado en 1992.            |
| USS Meredith               | DD-890  |             |          |        |           |      |                                                                              |